# Трипразеодимкобальт
Трипразеодимкобальт — бинарное неорганическое соединение
празеодима и кобальта
с формулой CoPr3,
кристаллы.

## Получение
- Сплавление стехиометрических количеств чистых веществ:

{\displaystyle {\mathsf {3Pr+Co\ {\xrightarrow {588^{o}C}}\ CoPr_{3}}}}

## Физические свойства
Трипразеодимкобальт образует кристаллы
ромбической сингонии,
пространственная группа P nma,
параметры ячейки a = 0,7188 нм, b = 0,9828 нм, c = 0,6422 нм, Z = 4,
структура типа карбида железа Fe3C
.
Соединение конгруэнтно плавится при температуре 588°C.